# Cary (Wisconsin)
Cary – miasto w Stanach Zjednoczonych, w stanie Wisconsin, w hrabstwie Wood.